# Schwanthalerhöhe (wijk)
Schwanthalerhöhe is een stadsdeel (Duits: Stadtbezirk) van de Duitse stad München, deelstaat Beieren. Het stadsdeel wordt ook aangeduid als Stadsdeel 8.
Met een oppervlakte van 2,07 vierkante kilometer en een bevolking van bijna 30.000 eind 2018 is de wijk een van de dichtstbevolkte districten van München. De Schwanthalerhöhe werd gepland als een arbeiderswoonwijk, als onderdeel van de hervestiging van de industrie in het westen van München, zodat er veel coöperatieve huisvesting in het stadsdeel aanwezig is, en het nog steeds een bovengemiddelde volkswijk is gebleven.
Met de naam van het stadsdeel wordt de plaatselijke 19e-eeuwse beeldhouwer Ludwig Schwanthaler vereerd.

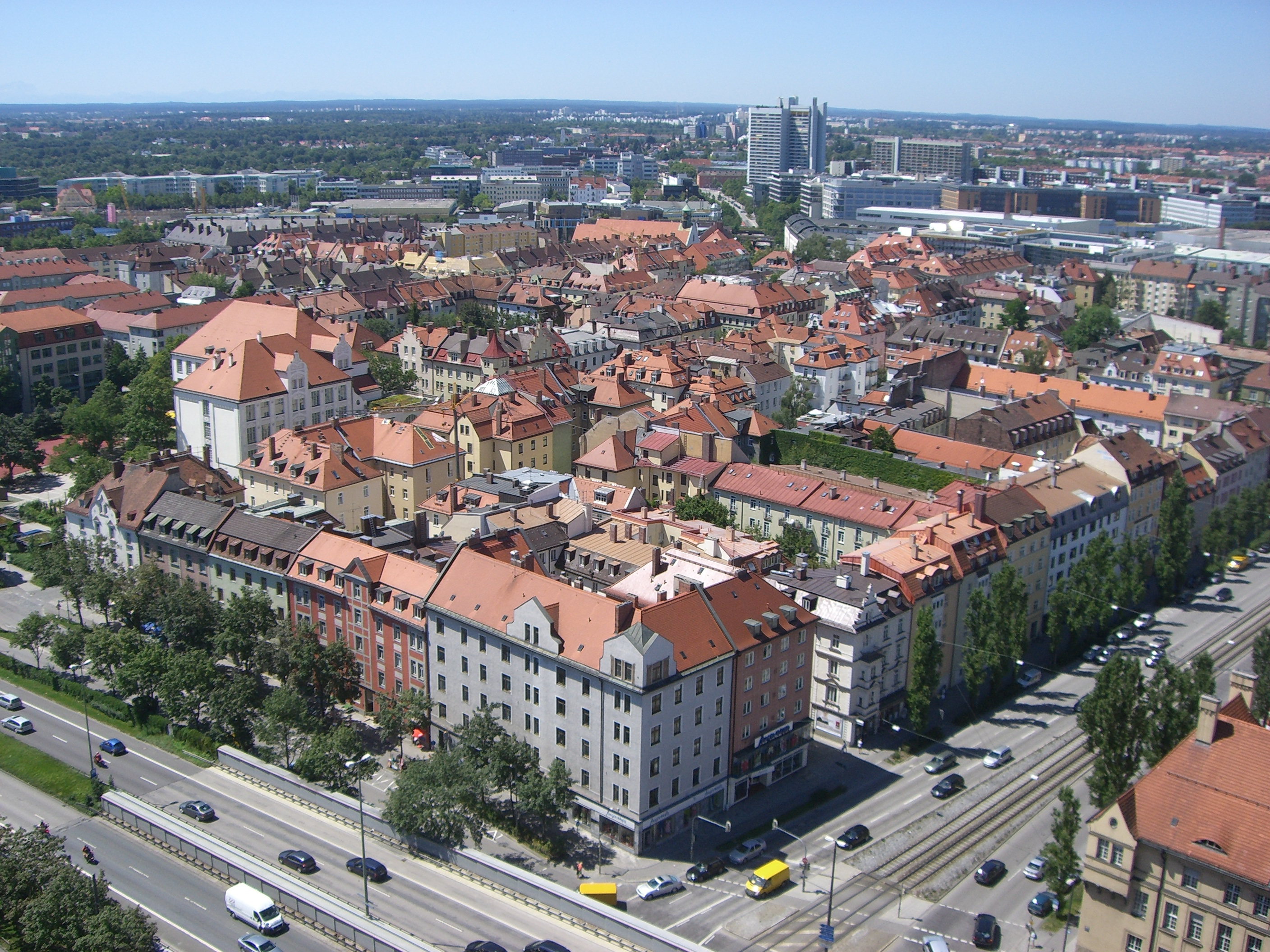
Westend

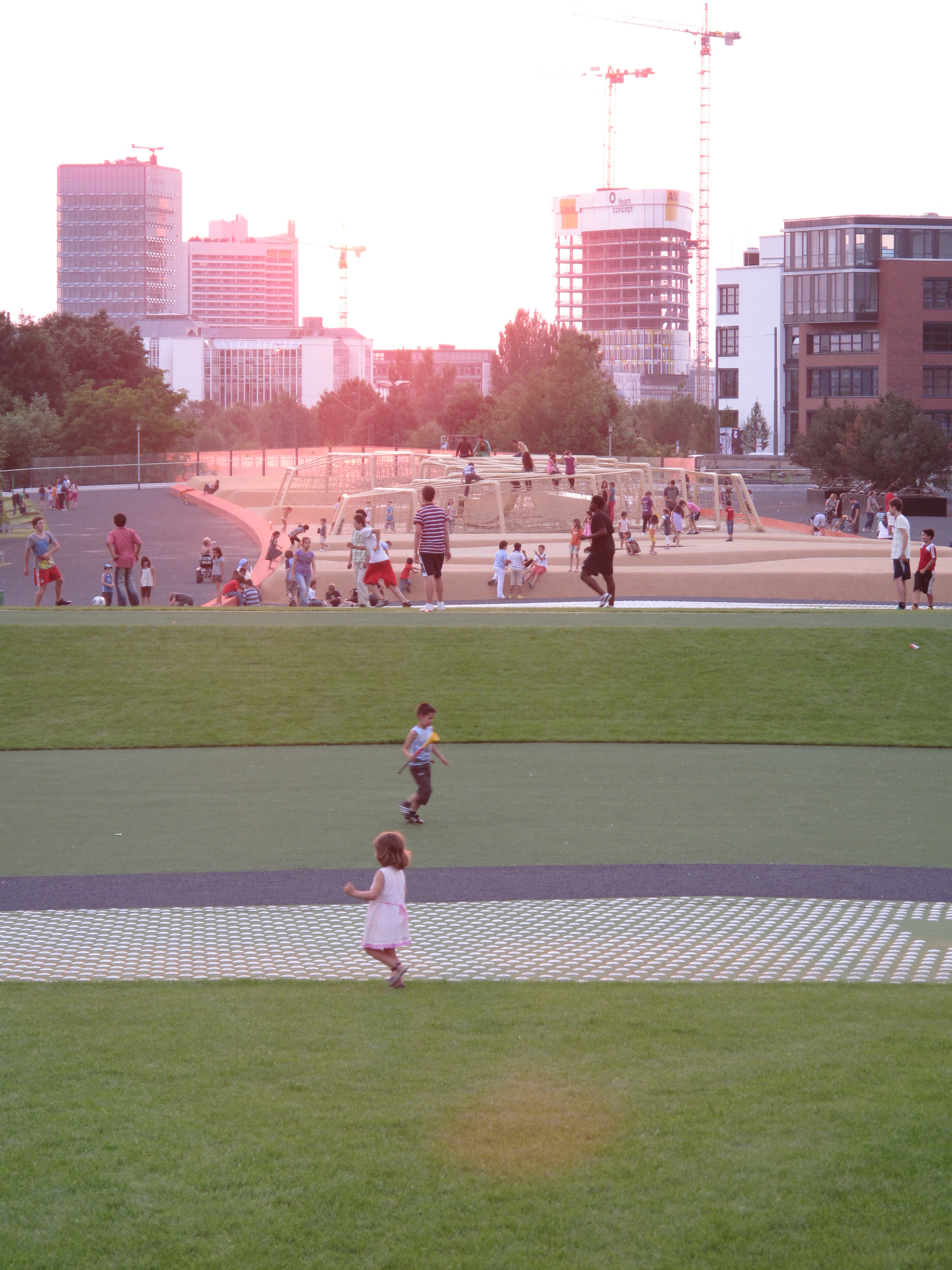
Quartiersplatz Theresienhöhe

Allach-Untermenzing · 
Altstadt-Lehel · 
Au-Haidhausen · 
Aubing-Lochhausen-Langwied · 
Berg am Laim · 
Bogenhausen · 
Feldmoching-Hasenbergl · 
Hadern · 
Laim · 
Ludwigsvorstadt-Isarvorstadt · 
Maxvorstadt · 
Milbertshofen-Am Hart · 
Moosach · 
Neuhausen-Nymphenburg · 
Obergiesing-Fasangarten · 
Pasing-Obermenzing · 
Ramersdorf-Perlach · 
Schwabing-Freimann · 
Schwabing-West · 
Schwanthalerhöhe · 
Sendling · 
Sendling-Westpark · 
Thalkirchen-Obersendling-Forstenried-Fürstenried-Solln · 
Trudering-Riem · 
Untergiesing-Harlaching